# Lo scudo di Talos
Lo scudo di Talos è un romanzo di Valerio Massimo Manfredi, edito da Mondadori nel gennaio 1988.
Il libro ha avuto molte edizioni in italiano; inoltre è stato tradotto in spagnolo, neogreco, russo, polacco, sloveno, inglese.

## Trama

### Prima parte
Kleidemos è un ragazzo spartano nato nella nobile famiglia spartiata dei Kleomenidi, tra le più importanti di Sparta, ma a causa di una malformazione al piede il padre Aristarchos lo abbandona - seppure a malincuore - sul monte Taigeto, in ossequio alle severe leggi della città. Allevato da un anziano pastore ilota, Kritolaos, il giovane cambia il nome in Talos, cresce e diventa un ragazzo forte e coraggioso, ma ignaro delle proprie origini. Kritolaos lo sottopone a un duro allenamento, lo aiuta a usare il bastone come un'arma (oltre che come un appoggio) e gli consegna l'arco dell'antico re Aristodemo, eroe della prima guerra messenica, che gli insegna a usare.
Il fato vuole che Talos salvi una sua cara amica e futura fidanzata, Antinea (figlia di un contadino ilota che Talos stava aiutando nei campi), da una tentata violenza fisica da parte di Brithos e dei suoi amici, ignaro che quest'ultimo sia suo fratello maggiore. Nonostante sia sul punto di uccidere il fratello, Brithos lo guarda intensamente negli occhi e lo risparmia. Durante la convalescenza anche Antinea si innamora di Talos, ma, una volta rientrato a casa dopo vari giorni, trova il nonno morente il quale gli rivela che un giorno un uomo cieco da un occhio saprà rimuovere la maledizione dalla spada di Aristodemo; subito dopo la sua scomparsa, Talos viene acclamato grazie ad un uomo comparso dal nulla, dagli abitanti e dagli altri anziani come "il Lupo". Due mesi dopo, però, Brithos organizza una spedizione punitiva notturna: il gruppo percuote Talos e massacra il suo gregge, risparmiandogli però la vita una seconda volta. Il ragazzo si riprende di nuovo grazie anche alle cure propinate dal gigante Karas; insieme a lui Talos continua a fare da capovillaggio.
Allo scoppio delle guerre persiane il ragazzo, come tutti gli iloti, è condotto a Sparta per essere scelto da Brithos come aiutante dei soldati in guerra. Così parte per la guerra insieme a lui e combatte alle Termopili, assistendo, inconsapevole, alla morte del suo vero padre durante la famosa battaglia. Il re Leonidas e i suoi uomini si trovano circondati dai persiani, così il sovrano rimanda Talos, Brithos e Agìas a Sparta per recapitare un messaggio agli Efori.
Al loro rientro in patria, però, i tre guerrieri superstiti sono accusati di diserzione e codardia, poiché un agente della Krypteia, un servizio segreto spartano, aveva sostituito il messaggio del re con uno vuoto, senza che loro se ne accorgessero: incapace di sopportare la vergogna, Agìas si suicida impiccandosi in casa sua, mentre Brithos, fuggito una notte per uccidersi a sua volta, è salvato da Talos e dal suo compagno Karas, che lo trasporta nella sua capanna e lo convince a riscattarsi. Con il suo aiuto Brithos inizia così una guerra solitaria combattendo tutto l'autunno, l'inverno e la primavera in tutta la Grecia a fianco di Talos che lo aiuta da arciere per uccidere gli emissari e le truppe persiane di Mardonio, che andavano in lungo e in largo a depredare le messi dei contadini, e infine ritrova la gloria morendo eroicamente nella vittoriosa battaglia di Platea, alla quale Talos assiste impotente.

### Seconda parte
In seguito alla gloriosa morte di Brithos, Talos è riconosciuto come Spartano e unico superstite della famiglia dei Kleomenidi, e scopre il suo vero nome, Kleidemos; tornato da Platea a Sparta si reca presso la sua vera madre, Ismene, che però muore subito dopo averlo riabbracciato. A quel punto, sotto la protezione del re Pausanias, il giovane intraprende la regna militare al servizio di Sparta. Dopo essere sbarcato a Cipro, dove conosce il giovane schiavo siriano Lahgal, Kleidemos comanda per quattro anni il quarto battaglione di Tracia, divenendo "uno sterminatore lucido e implacabile". Una sera, in preda allo scoramento, è sul punto di suicidarsi, ma Lahgal, divenuto servo del re Pausanias, gli comunica che se compirà una missione per conto del re potrà poi tornare a Sparta.
A Bisanzio, Pausanias illustra a Kleidemos i suoi piani futuri: vorrebbe, con l'aiuto del re di Persia, rovesciare gli Efori e il re Leotichida, instaurando un regime dove gli Spartiati e gli Iloti sarebbero riconosciuti come uguali; Kleidemos accetta di partire con Lahgal per dirigersi a Kelainai, in Frigia, dove consegnerà un messaggio di Pausanias e attenderà la risposta. Giunto a Kelainai, Kleidemos incontra il satrapo Artabazo, che assicura il suo completo appoggio ai progetti di Pausanias; tornato a Bisanzio, riferisce quanto detto da Artabazos a Pausanias, e questi gli risponde riferendogli di essersi incontrato con Karas, che gli ha detto che gli Iloti sono pronti e aspettano un segnale di Kleidemos. Dopo questa discussione quest'ultimo si imbarca per la Grecia, poiché Pausanias gli ha ordinato di tornare a Sparta per tenersi pronto.
Tornato in patria a sua volta, Pausanias riceve un biglietto di Lahgal, che lo invita a recarsi in un luogo isolato per parlare con lui. Non spiegandosi perché sia ancora vivo, visto che aveva ordinato a Kleidemos di ucciderlo, Pausanias spera di potere indurlo a non parlare con gli Efori, ma non sa che dietro la casa sono appostati degli Spartiati, pronti a testimoniare contro di lui quando lo sentiranno confessare i suoi crimini. Infatti, nello scusarsi con Lahgal, Pausanias confessa le sue trame con i Persiani (ma non accennando a Kleidemos). Sulla via del ritorno, accorgendosi che gli Efori lo aspettavano per arrestarlo, Pausanias si rifugia in un tempio, dove è murato vivo e muore di stenti.
All'inizio dell'inverno del 464 a.C., Kleidemos lascia la Sissitia, andando a vivere nella casa dei Kleomenidi, dove egli ordina al più vecchio e fedele dei servitori iloti, Alesos, di andare a prendere sua madre adottiva sul Taigeto e di portargliela. Su sua richiesta, ella gli comunica che Antinea e il padre Pelias vivono in Messenia, a tre giorni di cammino; di Karas, invece, confessa di non sapere più nulla da ben tre mesi. Una mattina, Kleidemos parte per andare a trovare Antinea e, una volta rimessosi dal difficile viaggio, racconta a lei e al padre le sue vicende; si unisce ad Antinea quella stessa notte, poi riparte il mattino dopo. Sulla via del ritorno, però, si verifica un violentissimo sisma e, tornato in città, Kleidemos scopre che Sparta è in gran parte distrutta; vede poi gli Iloti scendere dalla montagna per attaccare la città e resta a guardare i combattimenti sostenuti dai pochi Spartiati rimasti, che respingono valorosamente l'attacco. Dopo il combattimento, Karas, cieco da un occhio, poiché la Krypteia l'aveva torturato invano per sapere cosa gli aveva detto Pausanias, giunge a casa di Kleidemos e gli chiede di scegliere definitivamente se schierarsi con gli Spartiati o con gli Iloti. Kleidemos decide di tornare dagli Iloti, ma prima recupera dall'Eforo Episthenes il rotolo che Leonida aveva scritto prima delle Termopili e dato a lui e Brithos, ma in precedenza sottratto da un inviato della Krypteia e sostituito con uno bianco.
Ridiventato Talos il Lupo, Kleidemos torna dagli Iloti: Karas toglie la maledizione dalla spada di Aristodemo e Kleidemos guida gli Iloti a ricostruire la loro città leggendaria, Ithome, che è fortificata e sistemata in vista di un assedio. Nel primo anno di combattimenti, Cimone di Atene, simpatizzante degli Iloti, manda un esercito in loro aiuto, ma viene sconfitto dagli Spartani e ostracizzato dagli ateniesi, che restaurano un governo anti-spartano. Il secondo anno Antinea, dopo avere avuto un bambino, viene colpita da un dardo ateniese, ma si salva e si rimette; anche quell'estate gli Iloti resistono valorosamente contro le superiori forze nemiche. Il terzo anno, però, Talos sa di non potere resistere, e ordina quindi a Karas di sgomberare donne, vecchi e bambini prima che riprenda l'assedio, poi si incontra personalmente con il secondo re spartano Pleistarchos per chiedergli di togliere l'assedio, ma quest'ultimo rigetta la proposta, anche quando Talos tenta di convincerlo dicendogli che Leonidas avrebbe voluto concedere la cittadinanza agli Iloti (riferendosi al rotolo che aveva scritto prima della battaglia).
La battaglia finale inizia quella stessa notte, ma mentre si combatte arditamente da entrambe le parti all'improvviso gli Efori mandano dei messaggeri tramite i quali chiedono, sulla base di un oracolo di Delfi, di sospendere la battaglia, lasciando gli Iloti liberi di colonizzare un luogo offerto loro dagli Ateniesi. Il libro si conclude quando, finiti i festeggiamenti, Karas torna a cercare Talos, ma trova solamente un lupo che lo conduce all'armatura da lui indossata, che potrà rivestire solo quando il suo popolo sarà nuovamente in difficoltà.

## Edizioni
- Valerio Massimo Manfredi, Lo scudo di Talos, collana Omnibus italiani, Mondadori, 1988,  p. 336, ISBN 9788804308867.
- Valerio Massimo Manfredi, Lo scudo di Talos, collana Oscar bestsellers, Mondadori, 30 marzo 1990,  p. 334, ISBN 9788804333715.
- Valerio Massimo Manfredi, Lo scudo di Talos, a cura di Tea Noja, Milano: A. Mondadori scuola, 1991
- Valerio Massimo Manfredi, Lo scudo di Talos, a cura di Daniela Ciocca e Tina Ferri, Milano: A. Mondadori scuola, 1992
- Valerio Massimo Manfredi, Lo scudo di Talos, collana I Miti, Mondadori, 2002,  p. 331, ISBN 9788804514534.
- Valerio Massimo Manfredi, Lo scudo di Talos, Milano: Il giornale, 2004
- Valerio Massimo Manfredi, Lo scudo di Talos: ed. scolastica, lettore: Manuela Faoro, Feltre: Centro internazionale del libro parlato, [dopo il 2010]
- Valerio Massimo Manfredi, Eroi, Milano: Mondadori, 2011, contiene: Lo scudo di Talos, Le paludi di Hesperia, L'armata perduta
- Valerio Massimo Manfredi, Lo scudo di Talos, collana Oscar junior, Mondadori, 26 marzo 2013,  p. 398, ISBN 9788804627227.
- Valerio Massimo Manfredi, Lo scudo di Talos, collana Oscar absolute, Mondadori, 21 giugno 2016,  p. 318, ISBN 9788804662648.
- Valerio Massimo Manfredi, Lo scudo di Talos, Milano: Centauria, 2016
- Valerio Massimo Manfredi, Lo scudo di Talos, collana Oscar junior, Mondadori, 5 maggio 2020,  p. 416, ISBN 9788804725213.
- Valerio Massimo Manfredi, Lo scudo di Talos, illustrazioni di Tanino Liberatore; con uno scritto di Johnny Costantino, Milano: Mondadori, 2022
- Valerio Massimo Manfredi, Lo scudo di Talos, collana Oscar junior, Mondadori, 5 settembre 2023,  p. 416, ISBN 9788804778615.

Versione a fumetti
- Onofrio Catacchio, Lo scudo di Talos: il graphic novel, (Valerio Massimo Manfredi); adattamento di Onofrio Catacchio; disegni di Alessio Fortunato; lettering e colori di Christian Marra, Milano: Oscar Mondadori, 17 ottobre 2023, pp.144 ISBN 9788804743552